# 円蔵院 (山梨県南部町)
円蔵院（えんぞういん）は、山梨県南巨摩郡南部町にある臨済宗妙心寺派の寺院。山号は南部山。本尊は観音菩薩。
県南部、旧南部町域中央部に位置し、町域を南流する富士川右岸に位置し、支流の船山川との合流地点に近い。西には南北に身延道が通る。

## 歴史
『甲斐国志』によれば、戦国時代の天文年間（1532年～1555年）に河内領を治める穴山信友が自らの菩提寺とするため創建されたという。信友期に移転された穴山氏の本拠である下山館（南巨摩郡身延町下山）の南方に位置する。
開山には甲府の長禅寺（甲府市愛宕町）住職である岐秀元伯の弟子・桂岩徳芳が招かれ、穴山氏により諸堂が整備され寺領も寄進された。桂岩は信友・信君が帰依し、信君の子・勝千代の画像（最恩寺所蔵）には賛文を寄せている。
穴山氏の断絶後も徳川氏により庇護され、江戸時代には歴代将軍から朱印状を与えられ寺領を安堵された。なお、本寺は京都妙心寺であった。
武田氏時代から徳川氏時代に至る河内領の支配文書を含む円蔵院文書が所蔵されている。

## 文化財

### 山梨県指定文化財
絹本著色穴山信友像 - 昭和42年8月7日指定
永禄3年（1560年）に死去した信友の肖像。寸法は縦93.6センチメートル、横37.3センチメートル。戦国時代・永禄10年（1567年）の作。剃髪した法体姿で、顔立ちはやや大ぶり。坐して左を向き右手には扇を持っている。麻葉文様の黒法衣をまとい、内衣は白無地の半襟と青衣。画面上部には美濃国の大圓寺住職の希菴玄密の賛文が寄せられている。賛文は永禄10年（1576年）のもので、永禄9年の信友七回忌・信友夫人の死去に際して信君により発注されたという。南松院（身延町下山）所蔵の穴山信友夫人画像や桃隠和尚像との類似も指摘され、同じ工房で制作されたとも考えられている。
絹本著色涅槃図 - 昭和58年3月10日指定
戦国時代の仏涅槃図。竪05.5cm、横97.5cm。画面右の銘文によれば弘治2年（1556年）に穴山信君により寄進されたという。県内では向嶽寺と大蔵経寺に室町時代の仏涅槃図が伝来しており、それに次ぐ作例と位置づけられている。